# Ага
 Тази статия е за титлата.  За жабата Bufo marinus вижте Ага (животно).  
Ага̀ е официална титла в Османската империя. Първоначално е използвана за командващите различните родове войски (например, ага на еничарите), както и за някои висши придворни постове, като къзлар ага и капъ ага, най-високопоставените евнуси в двора. По-късно титлата започва да се използва и за командващите на отделни военни подразделения, например бюлюк ага или оджак ага.
Като почетно обръщение и фамилно име, „ага“ се използва също в Иран, Афганистан и Пакистан.